# Roorback
Roorback ist das neunte Studioalbum der brasilianischen Thrash-Metal-Band Sepultura. Es erschien im Mai 2003 über das Musiklabel Roadrunner Records.

## Entstehung und Stil
Roorback wurde wie der Vorgänger Nation in São Paulo mit Produzent Steve Evetts eingespielt. Auch stilistisch wird die Mixtur aus Groove und Alternative Metal beibehalten. Mit Bullet the Blue Sky wurde bereits für die Anfang 2003 veröffentlichte Cover-EP Revolusongs ein U2-Coverstück eingespielt, das einigen Ausgaben von Roorback als Bonustitel beigefügt wurde. Auf der deutschen Digipak-Ausgabe ist es jedoch nicht enthalten. Dafür wurde dem deutschen Digipak die Revolusongs-EP komplett beigegeben, auf der der Song und das zugehörige Musikvideo enthalten ist, das in Brasilien den MTV-Award für „Best Direction of Photography“ gewinnen konnte. Am 18. April 2003 startete die Band in den USA eine Co-Headliner-Tour mit Voivod.

## Rezeption
Alex Henderson von Allmusic vergab vier von fünf Sternen für Roorback. Er hob besonders Derrick Greens Gesang als „passionate and focused“ („leidenschaftlich und fokussiert“) hervor.

## Titelliste
1. Come Back Alive – 3:06
2. Godless – 4:22
3. Apes of God – 3:36
4. More of the Same – 3:59
5. Urge – 3:17
6. Corrupted – 2:33
7. As It Is – 4:26
8. Mind War – 3:00
9. Leech – 2:24
10. The Rift – 2:57
11. Bottomed Out – 4:35
12. Activist – 1:54
13. Outro – 11:39
14. Bullet the Blue Sky (Bonustitel, U2-Cover) – 4:31